# Sottrum
Sottrum – miejscowość i gmina w Niemczech, w kraju związkowym Dolna Saksonia, w powiecie Rotenburg (Wümme), siedziba gminy zbiorowej Sottrum.

## Geografia
Sottrum położony jest 11 km na zachód od miasta Rotenburg (Wümme).

## Dzielnice gminy
W skład gminy wchodzą następujące dzielnice:
- Everinghausen
- Sottrum
- Stuckenborstel

## Współpraca
Miejscowości partnerskie gminy:
- Sauveterre-de-Guyenne, Francja